# John Dawnay (5e vicomte Downe)
John Christopher Burton Dawnay, 5e vicomte Downe (15 novembre 1764 - 18 février 1832), est un homme politique britannique whig.

## Biographie
Il est le fils aîné de John Dawnay (4e vicomte Downe), et de Laura, fille de William Burton, de Luffenham, Rutland. Il succède à son père comme vicomte en 1780. Cependant, s'agissant d'une pairie irlandaise, cela ne lui donne pas droit à un siège à la Chambre des lords anglaise. Il est député de Petersfield entre 1787 et 1790  et de Wootton Basset entre 1790 et 1796. La dernière année, il est créé baron Dawnay, de Cowick Hall dans le comté d'York, dans la Pairie de Grande-Bretagne qui lui donne un siège à la Chambre des lords.
Lord Downe se marie deux fois. Il épouse une fille du major John Scott de Balconie. Après sa mort en 1798, il épouse en 1815 Louisa Maria, fille de George Welstead, d’Apsley, dans le Sussex. Il n’a pas d’enfants des deux mariages. Il meurt en février 1832, à l'âge de 67 ans. La baronnie de Dawnay s'éteint avec lui tandis que son titre vicomte passe à son frère cadet, le révérend William Dawnay (6e vicomte Downe).
Sa veuve passe ses dernières années à Bowden Hall, à Upton St Leonards, où elle dote l'école primaire locale. La vicomtesse Downe est décédée en mars 1867.